# Salvinia minima
Salvinia minima là một loài dương xỉ trong họ Salviniaceae. Loài này được Baker mô tả khoa học đầu tiên năm 1886.

## Hình ảnh

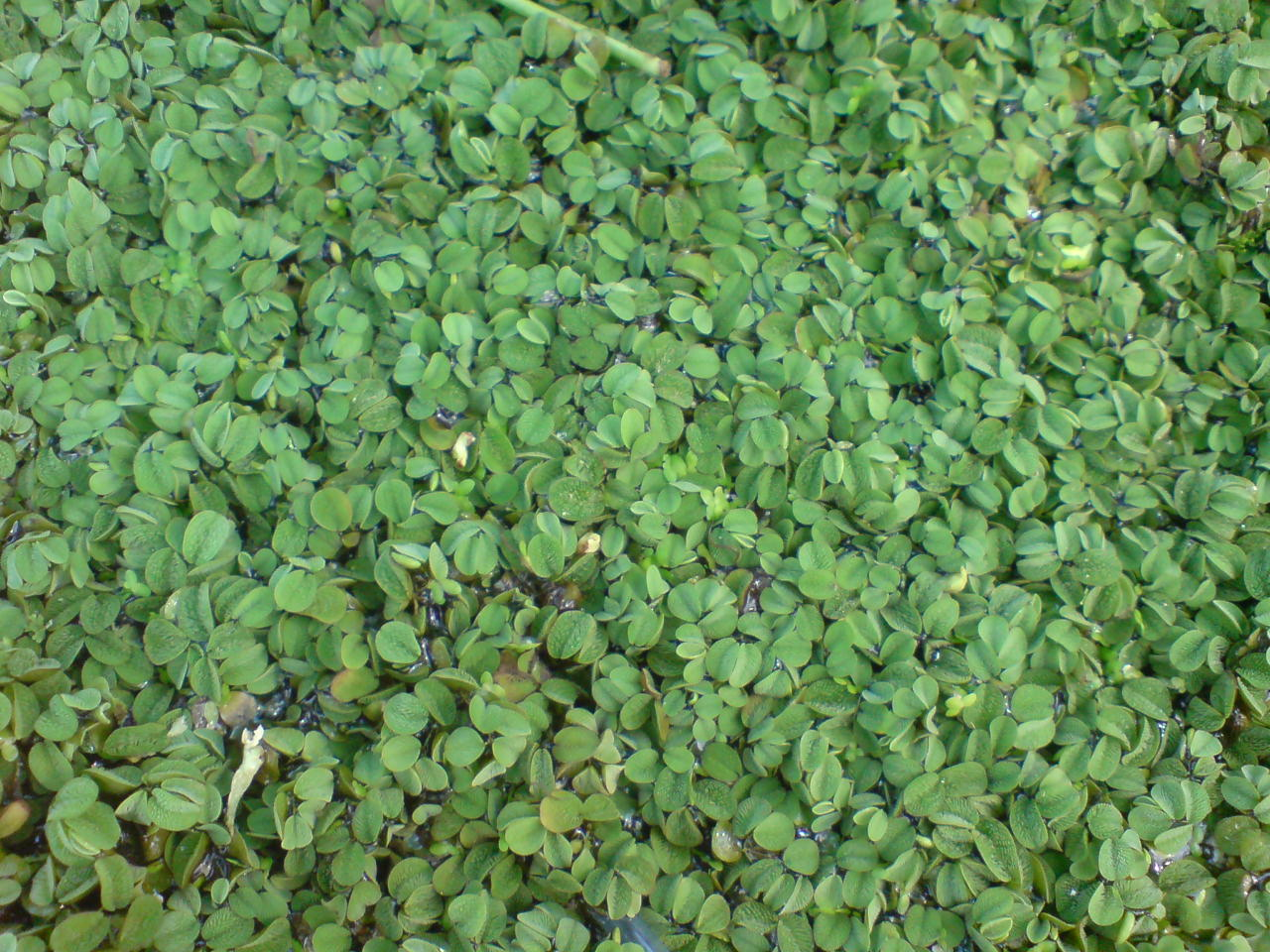
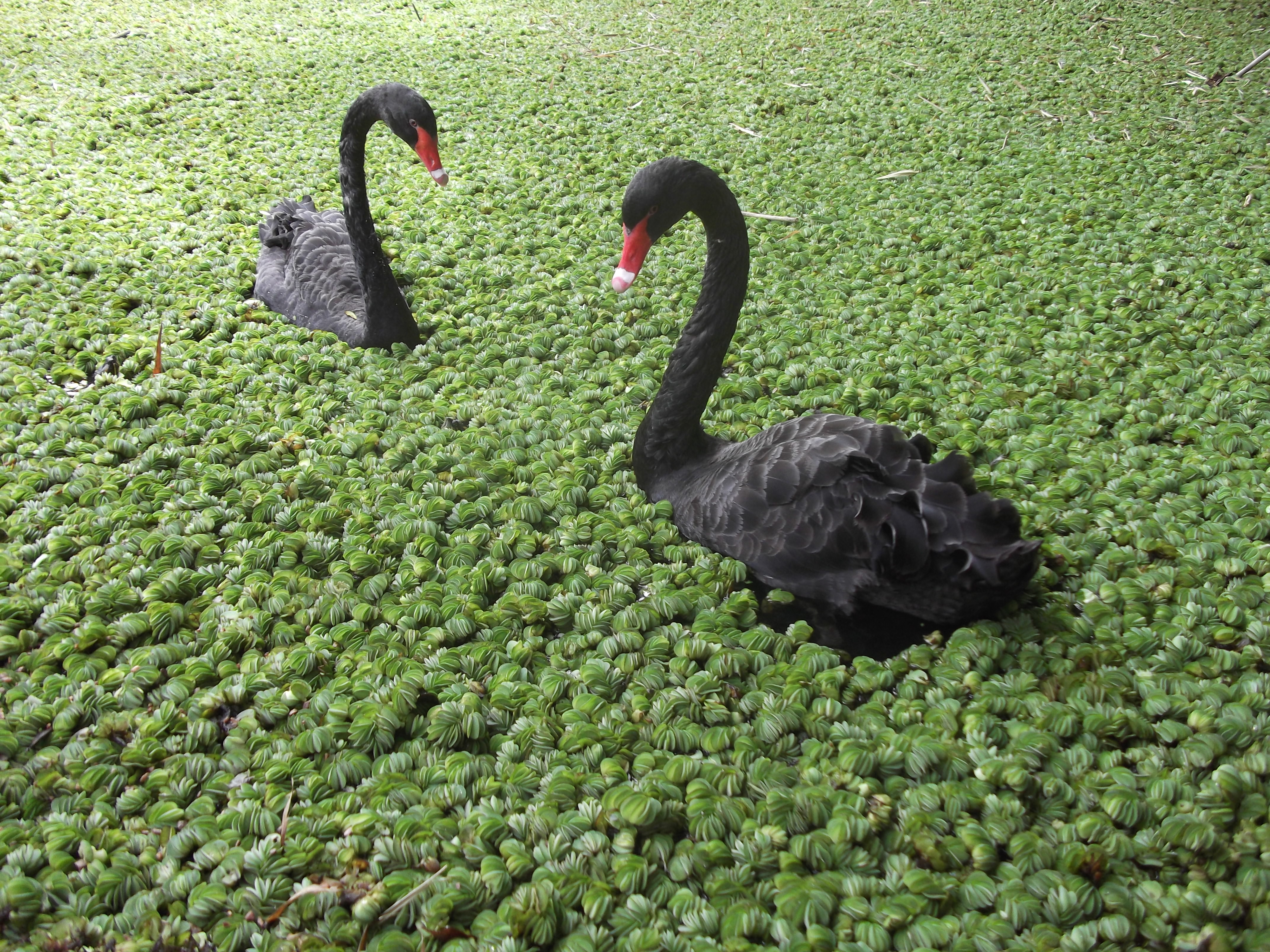
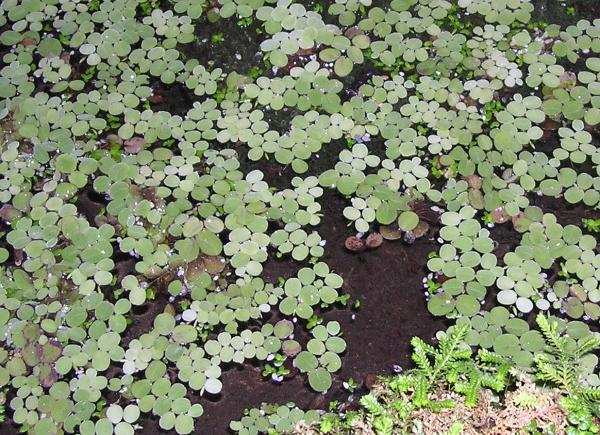
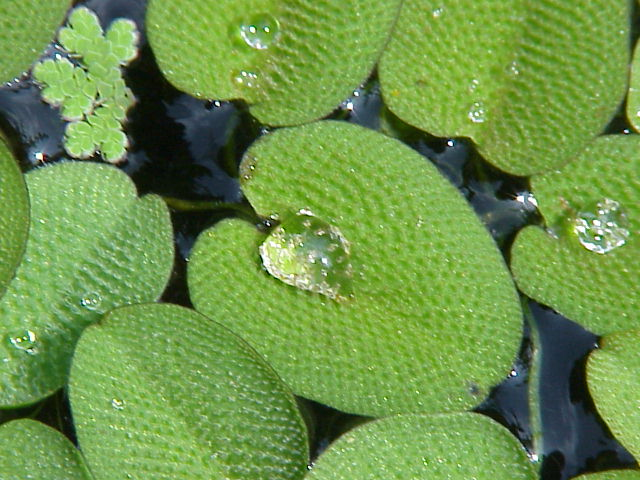